# 클리포드 로스 파웰
클리포드 로스 파월(Clifford Ross Powell, 1893년 7월 26일, 뉴저지주 럼버튼 ~ 1973년 3월 28일, 뉴저지주 마운트 홀리)은 미국의 정치인으로 뉴저지주 주지사 권한대행이다.

## 학력
- 마운트 홀리 고등학교

## 경력
- 1922 ~ 1925 제146·147·148·149대 뉴저지 하원의원
- 1924 뉴저지 다수당 대표
- 1925 제109대 뉴저지 하원의장
- 1928 ~ 1940 뉴저지 벌링턴 카운티 상원의원
- 1934 제76대 뉴저지 상원의장
- 1935.01 ~ 1935.01 뉴저지 주지사 권한대행
- ~ 1941 제44보병사단 사령관
- 1941 ~ 1948 뉴저지 주방위군 소장